# Vražji otok
Vražji otok (fra. Bagne de Cayenne, Île du Diable) jedan je od niza manjih otoka pred obalom Francuske Gvajane. Veličine je 0,14 kvadratnih kilometara, a najveće visine oko 40 metara. 
Na njemu se nalazila kažnjenička kolonija u koju su tijekom 18., 19. i 20. stoljeća francuske vlasti deportirale zatvorenike i političke protivnike (npr. Alfred Dreyfus). 
Najbolji opis događanja u kažnjeničkim kolonijama Francuske Gvajane među kojima je bila i kolonija na Vražjem otoku dali su francuski pisac Rene Belbenoit u romanu Suha Giljotina, te američki filmski redatelj Franklin J. Schaffner u filmu Papillonu.